# Heinrich Christian Friedrich Schumacher
Heinrich Christian Friedrich Schumacher (15 de noviembre de 1757, Glückstadt, Holstein – 9 de diciembre de 1830 ) fue un naturalista, médico cirujano y botánico danés, profesor de Anatomía de la Universidad de Copenhague. Schumacher llevó a cabo investigaciones significativas en moluscos, e identificó y asignó nombres a muchas taxa.

## Vida

### Primeros años (1757-1778)
Sus padres eran Joachim Christian Schumacher, un sargento alemán de infantería del Ducado de Schleswig, y Caroline Magdalene, de Glückstadt (hoy en Alemania. A pesar de los limitados medios económicos familiares, recibió una buena educación, haciendo la primaria en Rendsburg. Luego de confirmarse como aprendiz con el cirujano del regimiento Dr. Möhl, un educado e inteligente profesional que lo introduce en la Medicina y en la Botánica. En 1773, con 16 años, consigue ser habilitado y trabajar como cirujano militar en el batallón de su padre, que estaba estacionado en Rendsburg, operando bajo el comando del Dr. Möhl.
En 1777 se queda 8 meses fuera del Ejército, como estudiante del Theatrum Anatomico-Chirurgicum de Copenhague (hoy una parte de la Facultad de Medicina de la Universidad de Copenhague). Vive en Copenhague, pero está desocupado y pasa por serios apuros económicos, y en 1778 retorna hambreado a su puesto en Rendsburg. Pero había dejado una muy buena impresión al profesor Christian Friis Rottbøll, por lo que lo hace llamar a Copenhague para finalizar su educación y obtener una posición como prosector en la Universidad de Copenhague.

### Elección de la profesión (1778-1789)
Aquí tuvo la oportunidad de comenzar una carrera científica. Se gradúa del Theatrum Anatomico-Chirurgicum en 1779, y estudia Botánica bajo la guía tanto de Rottbøll como de Vahl, que hacía recientemente era lector del Jardín Botánico de la Universidad de Copenhague.
Siguiendo el ejemplo de Vahl, Schumacher se embarca para realizar una expedición internacional en 1784, pero a última hora el derrotero del buque se cambia y no sale más allá del mar Báltico. Así se ve forzado a cambiar su plan y retornar a Copenhague para ser cirujano del Theatrum Anatomico-Chirurgicum y del Frederiks Hospital. En 1786 se presenta al examen de la recientemente creada Academia de Cirugía y obtiene un cargo de lector allí.
A fin de año recibe la graduación, y finalmente se embarca en un viaje de estudio por Europa de 1786 a 1789. En París estudia Química con Antoine Lavoisier y con Antoine François, conde de Fourcroy y Botánica con Antoine-Laurent de Jussieu. Y en Londres será influenciado por John Hunter entre otros.